# عجائب القصص في القرآن
عجائب القصص في القرآن هو مسلسل رسوم متحركة مصري عرض في رمضان 1435هـ/2014.
المسلسل قصة وسيناريو وحوار محمد بهجت وإخراج دكتور مصطفى الفرماوي، وقد تمت مراجعة نص العمل من قبل الأزهر الشريف.
ويروي هذا الجزء 13 قصة على مدار 30 حلقة يقوم ببطولة كل قصة نجوم من مصر والوطن العربي.

## قصة المسلسل
تبدأ أحداث المسلسل من حيث انتهى مسلسل «قصص النساء في القرآن» الذي عرض خلال شهر رمضان 2013، حيث تتزوج «سلمى» ابنة القاضي الذي يجسد شخصيته الفنان يحيى الفخراني، وتنجب «سلمى» طفلين توأم «صفاء وصفي الدين»، إلا أن القاضي يكتشف أن حفيديه لديهما بعض الصفات التي لا تروق له، فيقرر أن يفرغ لهما من وقته قدر المستطاع لكي يحكى لهما بعض القصص من عجائب القرآن حتى يزرع فيهما القيم الإسلامية والأخلاق النبيلة.

## التمثيل
- يحيى الفخراني: الراوي - القاضي
- ماجد الكدواني: صاحب الشرطة
- ريهام عبد الغفور: سلمى
- أحمد خالد: صفي الدين
- ريم تامر: صفاء
- حلمي فودة: الخليفة

| الممثل          | الشخصية         | القصة                  | الحلقة   |
| --------------- | --------------- | ---------------------- | -------- |
| أحمد صيام       | طعمة            | الدرع المسروقة         | 3,2,1    |
| محمد رياض       | كعب بن مالك     | الثلاثة الذين خلفوا    | 6,5,4    |
| طارق لطفي       | زياد            | المبيت في الغار        | 10,9,8,7 |
| أحمد سلامة      | رابح            | المبيت في الغار        | 10,9,8,7 |
| أحمد راتب       | عمار            | المبيت في الغار        | 10,9,8,7 |
| سامي مغاوري     | خاربوتين        | القرد العادل           | 11       |
| مروة عبد المنعم | أم عمارة        | بائعة اللبن            | 12       |
| أحمد ماهر       | طرقوز           | أصحاب الرس             | 15,14,13 |
| صلاح عبد الله   | بلعم بن باعوراء | بلعم بن باعوراء        | 18,17,16 |
| أحمد فؤاد سليم  | النجار حبيب     | مؤمن آل ياسين          | 20,19    |
| فتوح أحمد       | حصرون           | الغنم والحديقة         | 22,21    |
| محمد التاجي     | أبيطال          | الغنم والحديقة         | 22,21    |
| ناصر سيف        | بيخ             | الأقرع والأعمى والأبرص | 24,23    |
| سونيا بلقاسم    | إيليورا         | الأقرع والأعمى والأبرص | 24,23    |
| طارق الدسوقي    | آريل            | الألف دينار والخشبة    | 26,25    |
| هبة مجدي        | براشا           | الألف دينار والخشبة    | 26,25    |
| فيدرا           | عوفيرا          | الألف دينار والخشبة    | 26,25    |
| أشرف عبد الغفور | برصيصا          | برصيصا                 | 29,28,27 |
| سيد رجب         | الشيطان الأبيض  | برصيصا                 | 29,28,27 |
| لقاء سويدان     | ريموندا         | برصيصا                 | 29,28,27 |
| عمرو مهدي       | أمجد            | جرة الذهب              | 30       |